# Teatro Era

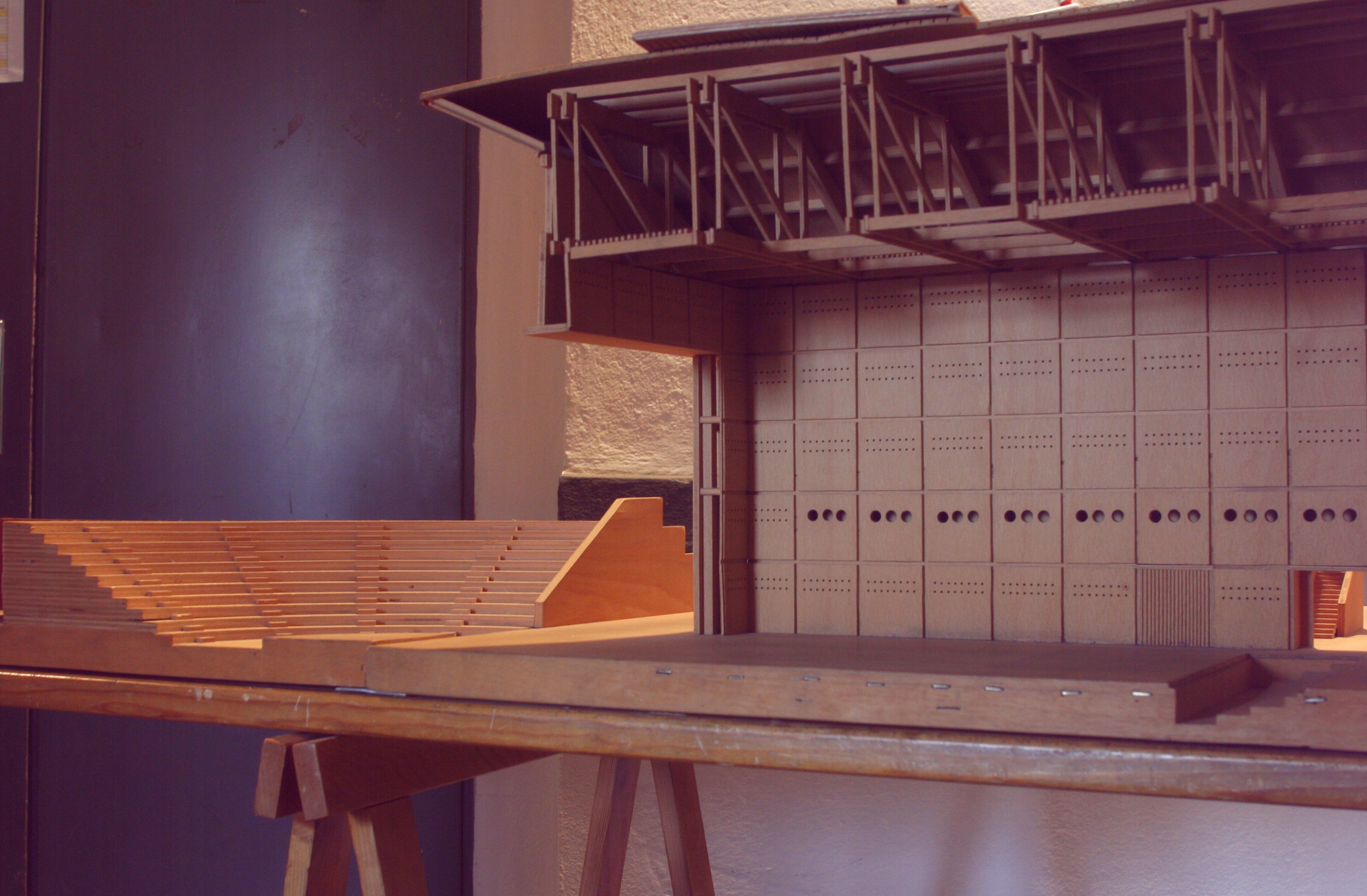
Plastico del progetto iniziale

ll Teatro Era è il teatro della città di Pontedera, la cui realizzazione si deve al Comune di Pontedera che  ha finanziato l’opera per sostituire il piccolo Teatro di Via Manzoni in cui si ospitava, dal 1984, il “Centro per la Sperimentazione e la Ricerca Teatrale di Pontedera”.
La costruzione è avvenuta in più fasi che ne hanno contraddistinto i tempi di realizzazione, iniziata nel 1999 e conclusasi nel 2008.
La genesi dei lavori è iniziata nell’anno 1994 quando fu presentato il primo progetto architettonico generale a firma dall’Architetto Marco Gaudenzi, con la collaborazione dell’Ingegnere Attilio Marchetti Rossi (strutture lignee) e M° Marco Facondini (qualificazione acustica).
Nell’ottobre 2004 è stato presentato dall’Amministrazione Comunale il progetto definitivo della gradonata mobile, delle pannellature acustiche ed altre attrezzature tecniche a firma dell’Architetto Massimo Parrini.
Nel 2005 è stato approvato, a firma degli Ingegneri Giorgio Molinari (scenotecnica e meccanica di scena); Daniele Pellicelli (strutture) e Dario Paini (acustica), il progetto esecutivo, individuando le soluzioni più efficaci e funzionali alle attività di teatro sperimentale, senza snaturare le linee guida che ne avevano ispirato la costruzione fin dall’origine del concept. 
Il progetto esecutivo ha permesso alla ditta Molpass di ultimare l’opera, permettendo l’inaugurazione del Teatro Era il 21 ottobre 2008.

## Specifiche tecnico - funzionali
Il complesso teatrale vede una sala grande di dimensioni 24m (larghezza) x 36m (profondità) x 9,75 (altezza) che può contenere fino a 500 spettatori, 180 disposti in platea su gruppi di sedute mobili e 320 su di una gradonata automatizzata. A fianco della sala grande è presente una sala più piccola, dotata di una gradonata fissa in grado di ospitare 84 posti a sedere. All’esterno, in posizione posteriore alla sala grande, insiste un anfiteatro capace di ospitare 750 posti a sedere, inaugurato il 13 luglio 2012. 

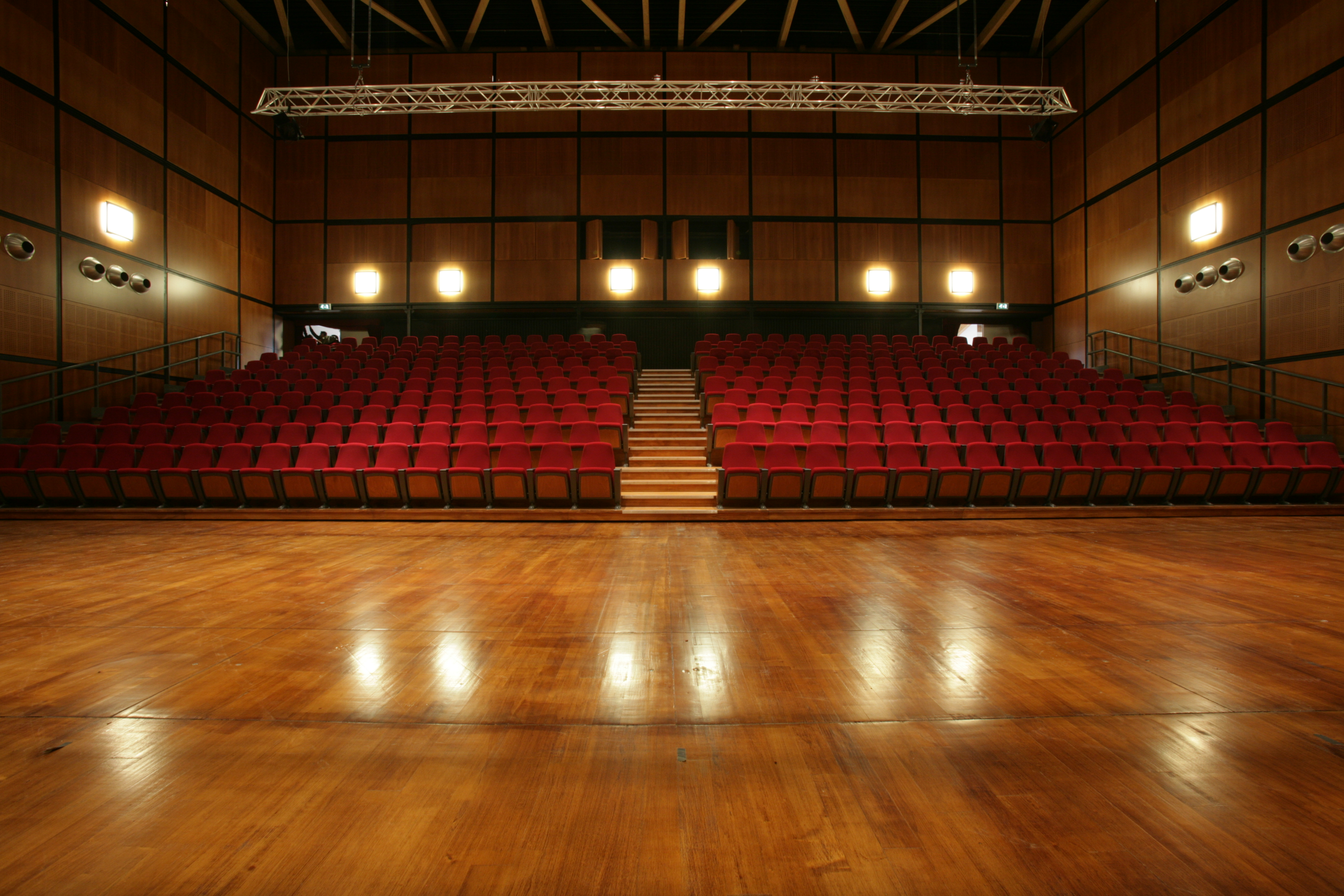
Gradonata abbassata

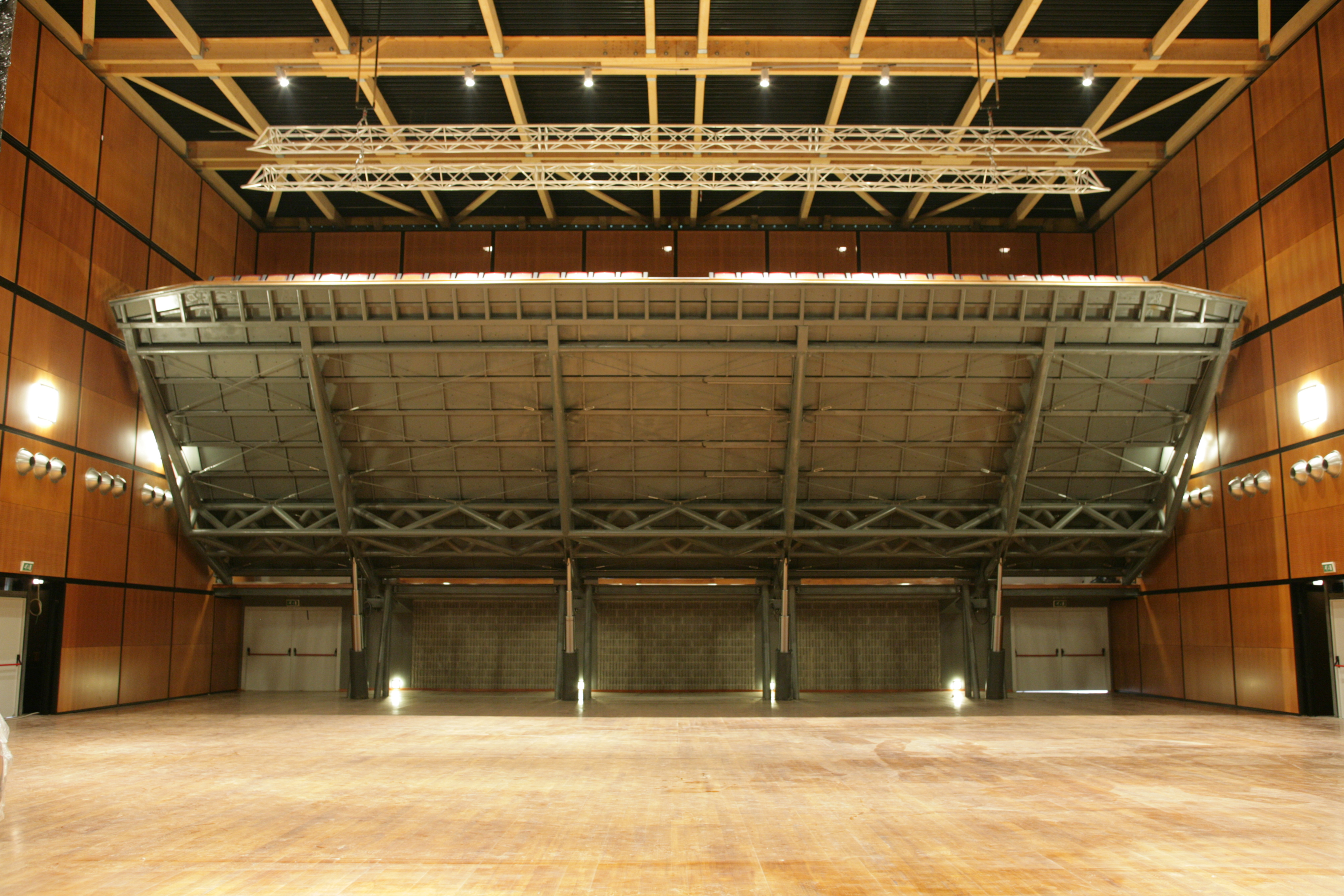
Gradonata in sollevamento

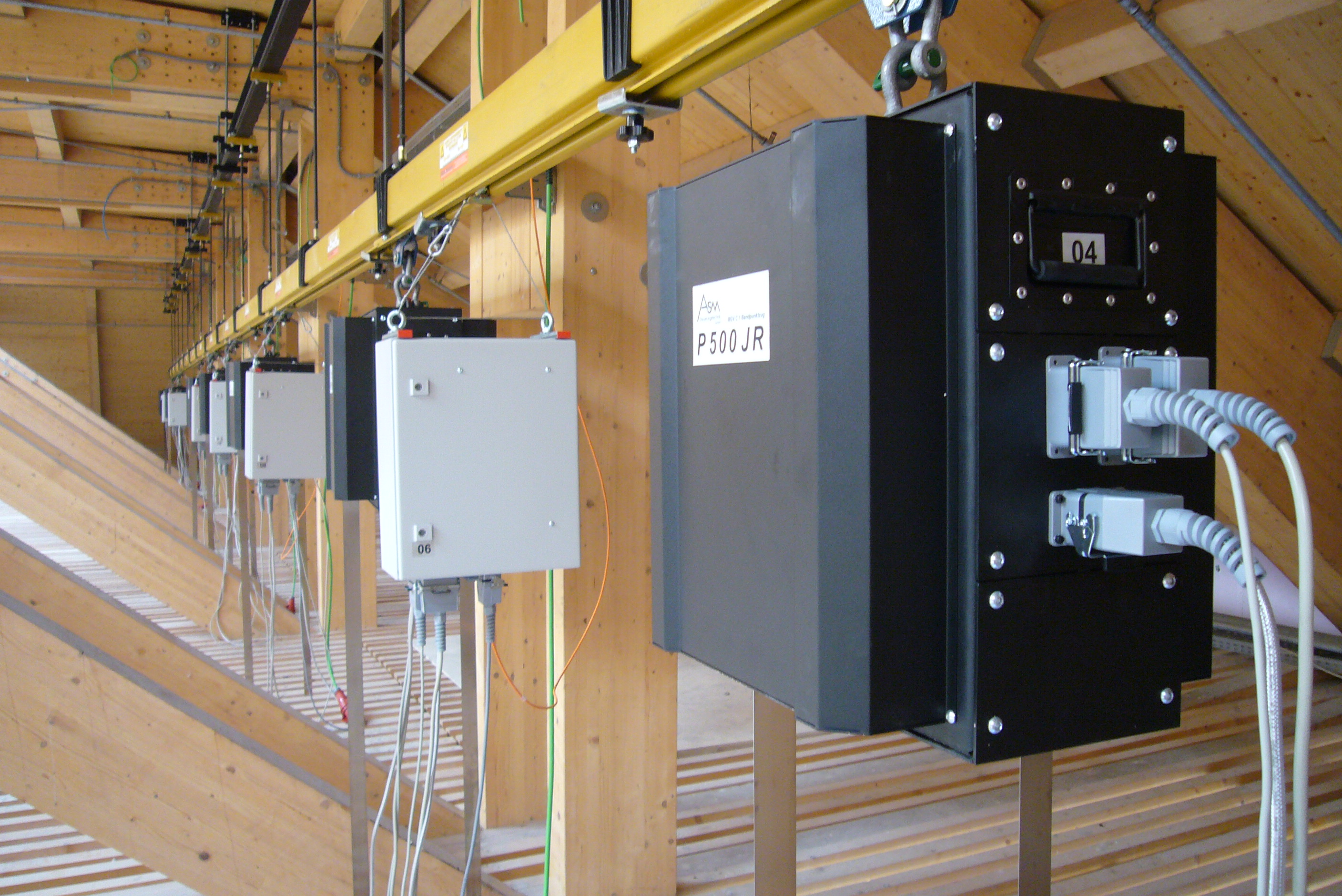
Sistema Sollevamento Montratt

La sala grande è caratterizzata dalla disponibilità di ottenere un ampio spazio scenico utilizzando tutta la superficie disponibile (24x36m) oppure, uno spazio riorganizzato velocemente grazie alla presenza di una gradonata automatizzata dotata di 320 comode poltrone. Questa opportunità permette di ospitare diversi generi di allestimento ed eventi.
Per queste prerogative il teatro, nella sala grande, è dotato di una graticcia, con "tagli all’italiana", su tutta la superficie del soffitto alla quota + 9,75m e di un sistema complesso di sollevamento Montratt dotato di due monovie di corsa cui sono integrati 16 paranchi elettrici con organo di sollevamento a banda d’acciaio in grado di movimentare carichi a velocità variabili tra 0,1 e 36m al minuto.
La gradonata automatizzata, unica nel suo genere, è sollevata da 4 pistoni oleodinamici a doppio effetto, collocati in posizione arretrata, i quali sono in grado di spingere in salita, fino alla posizione verticale, nonché contrastare la discesa delle oltre 40 tonnellate di peso previste. Il sollevamento avviene in un tempo di soli 6 minuti.
Altra caratteristica che rende unico il Teatro Era, è la presenza di una imponente pannellatura acustica a geometria variabile, in grado di modificare facilmente e rapidamente, in pochi istanti, il tempo di riverbero della sala al fine di poterla adattare alle diverse esigenze degli eventi ospitati.